# 五重奏曲 (プロコフィエフ)
五重奏曲 ト短調 作品39 は、セルゲイ・プロコフィエフが1924年に作曲したオーボエ、クラリネット、ヴァイオリン、ヴィオラ、コントラバスのための室内楽曲。この作品はバレエ音楽『空中ぶらんこ』と密接に関連している。

## 概要
1924年、パリに滞在しているプロコフィエフに対して、旅の一座からバレエ作曲の委嘱が入った。ボリス・ロマノフと称するこの劇団はサーカスに合わせた音楽を希望していた。しかし、劇団に伴奏音楽を奏でる楽団にはわずか5人の団員しかいなかった。これがきっかけとなってプロコフィエフは室内楽寄りの音楽を書くことになる。当時、室内楽作品としてひとつ前の作品にあたったのは『ヘブライの主題による序曲』作品34（1919年）であった。プロコフィエフはこのバレエ音楽を2つの作品に組み込んでおり、ディヴェルティメント 作品43（1925年 - 1929年）と本作が生まれることになる。
本作はプロコフィエフの楽曲中でも前衛的で、しばしば多調的な響きを聴かせる。また、ストラヴィンスキーを範としたと思われる複雑なリズムの遷移がみられる。

## 楽曲構成
全6楽章から成り、演奏時間は約20-25分。両端楽章が約5分、中間楽章がそれぞれ約2分半を要する。
1. 主題と変奏
2. Andante energico
3. Allegro sostenuto, ma con brio
4. Adagio pesante
5. Allegro precipitato, ma non troppo presto
6. Andantino